# Bashkia e Bajram Curri
Bashkia e Bajram Curri är en kommun i Albanien.   Den ligger i prefekturen Qarku i Kukësit, i den norra delen av landet, 120 kilometer norr om huvudstaden Tirana.
Trakten runt Bashkia e Bajram Curri består till största delen av jordbruksmark.  Runt Bashkia e Bajram Curri är det glesbefolkat, med 18 invånare per kvadratkilometer.